# 达尼济
达尼济（法語：Danizy，法語發音：[danizi]）是法国上法蘭西大區埃纳省的一个市镇，属于拉昂区。

## 地理
达尼济（49°39'53"N, 3°23'32"E）面积4.49 平方千米，位于法国上法蘭西大區埃纳省，该省份为法国北部内陆省份，北起北部省，西接索姆省和瓦兹省，东临阿登省和马恩省，西南至塞纳-马恩省，东北部与比利时接壤。
与达尼济接壤的市镇（或旧市镇、城区）包括：阿什里、昂吉尔库尔勒萨尔、沙尔姆、拉费尔、罗热库尔、韦尔西尼。

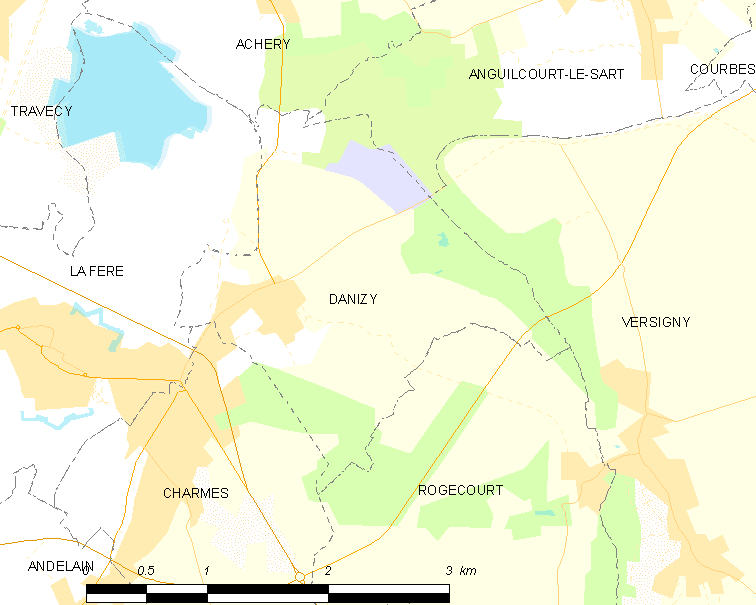
达尼济的OSM定位图

达尼济的时区为UTC+01:00、UTC+02:00（夏令时）。

## 行政
达尼济的邮政编码为02800，INSEE市镇编码为02260。

## 政治
达尼济所属的省级选区为泰爾尼耶縣。

## 人口

1962-2008年间达尼济人口变化图示

达尼济于2022年1月1日时的人口数量为624人。